# Copa Interclubes Kagame 2019
La Copa Interclubes Kagame 2019 fue la 42ª edición del torneo de fútbol a nivel de clubes más importante de África Oriental organizado por la CECAFA y que contó con la participación de 16 equipos. Se disputó entre el 7 y el 21 de julio de 2019
.

## Equipos participantes
| Equipos participantes | Equipos participantes | Equipos participantes | Equipos participantes |
| --------------------- | --------------------- | --------------------- | --------------------- |
| TP Mazembe            | Rayon Sports          | Atlabara              | Kinondoni MC          |
| KCCA                  | Mukura Victory Sports | Azam                  | Bandari               |
| APR                   | Proline               | Heegan                | Green Eagles          |
| Gor Mahia             | KMKM                  | Motema Pembe          | AS Port               |
|                       |                       |                       |                       |

## Fase de grupos

### Grupo A
| Equipo       | PJ | PG | PE | PP | GF | GC | Dif. | Pts |
| ------------ | -- | -- | -- | -- | -- | -- | ---- | --- |
| Mazembe      | 3  | 2  | 0  | 1  | 7  | 2  | +5   | 6   |
| Rayon Sports | 3  | 2  | 0  | 1  | 3  | 1  | +2   | 6   |
| Kinondoni MC | 3  | 1  | 1  | 1  | 2  | 2  | 0    | 4   |
| Atlabara     | 3  | 0  | 1  | 2  | 2  | 9  | -7   | 1   |

| 7 de julio de 2019 | Kinondoni MC       | 1:1 (0:0) | Atlabara           | Estadio Amahoro, Kigali, Ruanda |                          |
| 13:00 (GMT+2)      | - Salimu Aiyee 46' | Reporte   | - 67' Peter Sunday | Árbitro(s): Direneh Gudi        | Árbitro(s): Direneh Gudi |

| 7 de julio de 2019 | Rayon Sports         | 1:0 (1:0) | Mazembe | Estadio Amahoro, Kigali, Ruanda |                                 |
| 15:30 (GMT+2)      | - Jules Ulimwengu 4' | Reporte   |         | Árbitro(s): Hassan Mohamed Hagi | Árbitro(s): Hassan Mohamed Hagi |

| 9 de julio de 2019 | Kinondoni MC | 0:1 (0:0) | Mazembe            | Estadio Regional Nyamirambo, Kigali, Ruanda |  |
| 17:00 (GMT+2)      |              | Reporte   | - 61' Mondeko Zatu |                                             |  |

| 9 de julio de 2019 | Atlabara | 0:2 (0:1) | Rayon Sports               | Estadio Regional Nyamirambo, Kigali, Ruanda |  |
| 19:30 (GMT+2)      |          | Reporte   | - 12', 82' Jules Ulimwengu |                                             |  |

| 13 de julio de 2019 | Atlabara            | 1:6 (1:2) | Mazembe                                                                                              | Estadio Regional Nyamirambo, Kigali, Ruanda |  |
| 15:30 (GMT+2)       | - Philip Obeyond 5' | Reporte   | - 3', 52' Jackson Muleka - 15' Christian Kouame Koffi - 46' Glody Likonza - 65', 88' Rainford Kalaba |                                             |  |

| 13 de julio de 2019 | Rayon Sports | 0:1 (0:1) | Kinondoni MC         | Estadio Regional Nyamirambo, Kigali, Ruanda |                           |
| 18:00 (GMT+2)       |              | Reporte   | - 38' Hassan Kabunda | Árbitro(s): Mpaima Israel                   | Árbitro(s): Mpaima Israel |

### Grupo B
| Equipo                | PJ | PG | PE | PP | GF | GC | Dif. | Pts |
| --------------------- | -- | -- | -- | -- | -- | -- | ---- | --- |
| KCCA                  | 3  | 2  | 1  | 0  | 4  | 2  | +2   | 7   |
| Azam                  | 3  | 1  | 1  | 1  | 1  | 1  | 0    | 4   |
| Bandari               | 3  | 0  | 3  | 0  | 3  | 3  | 0    | 3   |
| Mukura Victory Sports | 3  | 0  | 1  | 2  | 3  | 5  | -2   | 1   |

| 7 de julio de 2019 | Bandari              | 1:1 (1:0) | KCCA                     | Estadio Huye, Butare, Ruanda |  |
| 13:00 (GMT+2)      | - Abdallah Hassan 2' | Reporte   | - 60' Ibrahim Sadam Juma |                              |  |

| 7 de julio de 2019 | Azam                            | 1:0 (0:0) | Mukura Victory Sports | Estadio Huye, Butare, Ruanda |  |
| 15:30 (GMT+2)      | - Abdulrahman Muniru 78' (a.g.) | Reporte   |                       |                              |  |

| 9 de julio de 2019 | Bandari                             | 2:2 (1:0) | Mukura Victory Sports                      | Estadio Huye, Butare, Ruanda |  |
| 13:00 (GMT+2)      | - Shaban Kenga 30' - Yema Mwana 90' | Reporte   | - 46' Nyilikindi Mbappe - 82' Ntwali Evode |                              |  |

| 9 de julio de 2019 | KCCA              | 1:0 (0:0) | Azam | Estadio Huye, Butare, Ruanda |  |
| 15:30 (GMT+2)      | - Anuku Sadat 49' | Reporte   |      |                              |  |

| 12 de julio de 2019 | Azam | 0:0     | Bandari | Estadio Huye, Butare, Ruanda |  |
| 13:00 (GMT+2)       |      | Reporte |         |                              |  |

| 12 de julio de 2019 | KCCA                                    | 2:1 (2:0) | Mukura Victory Sports          | Estadio Huye, Butare, Ruanda |  |
| 15:30 (GMT+2)       | - Michael Mutyaba 6' - Allan Okello 41' | Reporte   | - 88' (pen.) Gael Duhayindavyi |                              |  |

### Grupo C
| Equipo       | PJ | PG | PE | PP | GF | GC | Dif. | Pts |
| ------------ | -- | -- | -- | -- | -- | -- | ---- | --- |
| APR          | 3  | 3  | 0  | 0  | 6  | 0  | +6   | 9   |
| Green Eagles | 3  | 2  | 0  | 1  | 4  | 2  | +2   | 6   |
| Proline      | 3  | 1  | 0  | 2  | 3  | 3  | 0    | 3   |
| Heegan       | 3  | 0  | 0  | 3  | 0  | 8  | -8   | 0   |

| 6 de julio de 2019 | Heegan | 0:2 (0:1) | Green Eagles                              | Estadio Regional Nyamirambo, Kigali, Ruanda |  |
| 13:00 (GMT+2)      |        | Reporte   | - 26' Kennedy Musonda - 51' Spencer Sautu |                                             |  |

| 6 de julio de 2019 | APR                   | 1:0 (0:0) | Proline | Estadio Regional Nyamirambo, Kigali, Ruanda |                            |
| 15:30 (GMT+2)      | - Manzi Thierry 90+4' | Reporte   |         | Árbitro(s): Anthony Ogwayo                  | Árbitro(s): Anthony Ogwayo |

| 8 de julio de 2019 | Proline                                               | 2:0 (0:0) | Heegan | Estadio Amahoro, Kigali, Ruanda |  |
| 13:00 (GMT+2)      | - Okiror Ocean Joshua 61' - Mujuzi Mustafa 75' (pen.) | Reporte   |        |                                 |  |

| 8 de julio de 2019 | Green Eagles | 0:1 (0:0) | APR                        | Estadio Amahoro, Kigali, Ruanda |  |
| 15:30 (GMT+2)      |              | Reporte   | - 59' (a.g.) Borface Sunzu |                                 |  |

| 11 de julio de 2019 | Proline              | 1:2 (0:1) | Green Eagles               | Estadio Regional Nyamirambo, Kigali, Ruanda |  |
| 13:00 (GMT+2)       | - Kiwanuka Hakim 51' | Reporte   | - 19', 46' Musonda Kennedy |                                             |  |

| 11 de julio de 2019 | Heegan | 0:4 (0:3) | APR                                                                 | Estadio Regional Nyamirambo, Kigali, Ruanda |  |
| 15:30 (GMT+2)       |        | Reporte   | - 1', 3' Dany Usengimana - 15' Claude Niyomugabo - 83' Mugunga Yves |                                             |  |

### Grupo D
| Equipo           | PJ | PG | PE | PP | GF | GC | Dif. | Pts |
| ---------------- | -- | -- | -- | -- | -- | -- | ---- | --- |
| Gor Mahia FC     | 3  | 3  | 0  | 0  | 5  | 1  | +4   | 9   |
| AS Maniema Union | 3  | 2  | 0  | 1  | 5  | 3  | +2   | 6   |
| AS Port          | 3  | 1  | 0  | 2  | 3  | 4  | -1   | 3   |
| KMKM             | 3  | 0  | 0  | 3  | 0  | 5  | -5   | 0   |

| 8 de julio de 2019 | KMKM | 0:2 (0:1) | AS Port                   | Estadio Umuganda, Ginsenyi, Ruanda |  |
| 13:00 (GMT+2)      |      | Reporte   | - 25', 74' Gabriel Dadzie |                                    |  |

| 8 de julio de 2019 | Gor Mahia FC                                   | 2:1 (1:0) | AS Maniema Union            | Estadio Umuganda, Ginsenyi, Ruanda |  |
| 15:30 (GMT+2)      | - Ochieng Wellington 22' - Boniface Omondi 49' | Reporte   | - 81' (pen.) Dennis Likwela |                                    |  |

| 10 de julio de 2019 | KMKM | 0:2 (0:0) | AS Maniema Union                                   | Estadio Umuganda, Ginsenyi, Ruanda |  |
| 13:00 (GMT+2)       |      | Reporte   | - 50' Denis Likwela - 64' (a.g.) Hafid Mohamed Ali |                                    |  |

| 10 de julio de 2019 | AS Port | 0:2 (0:0) | Gor Mahia FC                               | Estadio Umuganda, Ginsenyi, Ruanda |  |
| 15:30 (GMT+2)       |         | Reporte   | - 70' Boniface Omondi - 90+4' Dennis Owalo |                                    |  |

| 14 de julio de 2019 | AS Port              | 1:2 (0:2) | AS Maniema Union                             | Estadio Umuganda, Ginsenyi, Ruanda |  |
| 13:00 (GMT+2)       | - Gabriel Dadzie 71' | Reporte   | - 10' Kilangalanga Pame - 13' Tegi Lutanidio |                                    |  |

| 14 de julio de 2019 | Gor Mahia FC      | 1:0 (0:0) | KMKM | Estadio Umuganda, Ginsenyi, Ruanda |  |
| 15:30 (GMT+2)       | - Eric Ombija 87' | Reporte   |      |                                    |  |

## Fase final
|  | Cuartos de final         | Cuartos de final         |                  |       | Semifinales         | Semifinales         |              |              | Final               | Final               |  |
|  | 16 y 17 de julio de 2019 | 16 y 17 de julio de 2019 |                  |       | 19 de julio de 2019 | 19 de julio de 2019 |              |              | 21 de julio de 2019 | 21 de julio de 2019 |  |
|  |                          |                          |                  |       |                     |                     |              |              |                     |                     |  |
|  |                          |                          |                  |       |                     |                     |              |              |                     |                     |  |
|  | Mazembe                  | 1                        |                  |       |                     |                     |              |              |                     |                     |  |
|  | Mazembe                  | 1                        |                  |       |                     |                     |              |              |                     |                     |  |
|  | Azam                     | 2                        |                  |       |                     |                     |              |              |                     |                     |  |
|  | Azam                     | 2                        |                  | Azam  | 0 (5)               |                     |              |              |                     |                     |  |
|  |                          |                          |                  | Azam  | 0 (5)               |                     |              |              |                     |                     |  |
|  |                          |                          | AS Maniema Union | 0 (4) |                     |                     |              |              |                     |                     |  |
|  | APR                      | 0 (3)                    | AS Maniema Union | 0 (4) |                     |                     |              |              |                     |                     |  |
|  | APR                      | 0 (3)                    |                  |       |                     |                     |              |              |                     |                     |  |
|  | AS Maniema Union         | 0 (4)                    |                  |       |                     |                     |              |              |                     |                     |  |
|  | AS Maniema Union         | 0 (4)                    |                  |       |                     |                     |              | KCCA         | 1                   |                     |  |
|  |                          |                          |                  |       |                     |                     |              | KCCA         | 1                   |                     |  |
|  |                          |                          | Azam             | 0     |                     |                     |              |              |                     |                     |  |
|  | KCCA                     | 2                        | Azam             | 0     |                     |                     |              |              |                     |                     |  |
|  | KCCA                     | 2                        |                  |       |                     |                     |              |              |                     |                     |  |
|  | Rayon Sports             | 1                        |                  |       |                     |                     |              |              |                     |                     |  |
|  | Rayon Sports             | 1                        |                  | KCCA  | 4                   |                     |              | Tercer lugar | Tercer lugar        |                     |  |
|  |                          |                          |                  | KCCA  | 4                   |                     |              | Tercer lugar | Tercer lugar        |                     |  |
|  |                          |                          | Green Eagles     | 3     |                     |                     |              |              |                     |                     |  |
|  | Gor Mahia FC             | 1                        | Green Eagles     | 3     |                     |                     | Green Eagles | 2            |                     |                     |  |
|  | Gor Mahia FC             | 1                        |                  |       |                     |                     | Green Eagles | 2            |                     |                     |  |
|  | Green Eagles             | 2                        |                  |       |                     |                     |              |              | AS Maniema Union    | 0                   |  |
|  | Green Eagles             | 2                        |                  |       |                     |                     |              |              | AS Maniema Union    | 0                   |  |
|  |                          |                          |                  |       |                     |                     |              |              |                     |                     |  |

### Cuartos final
| 16 de julio de 2019 | Mazembe             | 1:2 (1:1) | Azam                                   | Estadio Regional Nyamirambo, Kigali, Ruanda |  |
| 16:00 (GMT+2)       | - Giovany Ipamy 21' | Reporte   | - 27' Iddi Seleman - 70' Aubrey Chirwa |                                             |  |

| 16 de julio de 2019 | KCCA                                    | 2:1 (1:0) | Rayon Sports         | Estadio Regional Nyamirambo, Kigali, Ruanda |  |
| 18:30 (GMT+2)       | - Mustafa Kizza 33' - Jackson Nunda 66' | Reporte   | - 47' Rugwiro Herves |                                             |  |

| 17 de julio de 2019 | Gor Mahia FC           | 1:2 (1:1) | Green Eagles                               | Estadio Regional Nyamirambo, Kigali, Ruanda |  |
| 16:00 (GMT+2)       | - Nicholas Kipkirui 3' | Reporte   | - 9' Tapson Kaseba - 69' Shadreck Mulungwe |                                             |  |

| 17 de julio de 2019 | APR                                                                                   | 0:0 (3:4 p.)               | AS Maniema Union                                                                    | Estadio Regional Nyamirambo, Kigali, Ruanda |  |
| 18:30 (GMT+2)       |                                                                                       | Reporte                    |                                                                                     |                                             |  |
|                     |                                                                                       | Tiros desde el punto penal |                                                                                     |                                             |  |
|                     | - Thierry Manzi - Andrew Butera - Fitina Omborenga - Kevin Ishimwe - Lague Byirinjiro |                            | - Amongo Basiala - Marcel Ngimbi - Lompala Bokampo - Sefu Masumbuko - Denis Likwela |                                             |  |

### Semifinal
| 19 de julio de 2019 | KCCA                                                        | 4:3 (1:1) (2:1 t. s.) | Green Eagles                                       | Estadio Regional Nyamirambo, Kigali, Ruanda |  |
| 15:00 (GMT+2)       | - Alan Okello 2', 76' - Mike Mutyaba 98' - Anuka Sadat 101' | Reporte               | - 37', 52' Amity Shamende - 119' Chola Christopher |                                             |  |

| 19 de julio de 2019 | Azam | 0:0 (5:4 p.)               | AS Maniema Union                                                                                            | Estadio Regional Nyamirambo, Kigali, Ruanda |  |
| 18:00 (GMT+2)       | | Reporte                    | |                                             |  |
|                     | | Tiros desde el punto penal | |                                             |  |
|                     | Fallo de penal · Acierto de penal · Acierto de penal · Acierto de penal · Acierto de penal · Acierto de penal |                            | Acierto de penal · Acierto de penal · Acierto de penal · Fallo de penal · Acierto de penal · Fallo de penal |                                             |  |

### Tercer Puesto
| 21 de julio de 2019 | Green Eagles | 0:2 (0:1) | AS Maniema Union                         | Estadio Regional Nyamirambo, Kigali, Ruanda |  |
| 14:00 (GMT+2)       |              | Reporte   | - 28' Edward Mwamba - 69' Amity Shamende |                                             |  |

### Final
| 21 de julio de 2019 | KCCA                | 1:0 (0:0) | Azam | Estadio Regional Nyamirambo, Kigali, Ruanda |  |
| 17:00 (GMT+2)       | - Mustafa Kizza 62' | Reporte   |      |                                             |  |

## Campeón
| Copa Interclubes Kagame 2019 |
| ---------------------------- |
| KCCA 2º Título               |